# Fatick (region)
Fatick – jeden z regionów w Senegalu położony w południowo-zachodniej części tego państwa. Jego inną nazwą jest Jinnak Bolon. Stolicą regionu jest miasto Fatick.